# William Lloyd George, 3. Viscount Tenby
William Lloyd George, 3. Viscount Tenby (* 7. November 1927; † 12. Juni 2023) war ein britischer Wirtschaftsmanager und Politiker, der von 1983 bis 2015 Mitglied des House of Lords war.

## Leben

### Familie, Studium und berufliche Tätigkeiten
Lloyd George stammte aus der Politikerfamilie Lloyd George. Sein Großvater David Lloyd George war unter anderem von 1916 bis 1922 Premierminister, während sein Vater Gwilym Lloyd George, 1. Viscount Tenby mehrmals Minister war. Sein Cousin Owen Lloyd George, 3. Earl Lloyd-George of Dwyfor war bis zum Inkrafttreten des House of Lords Act 1999 ebenfalls Mitglied des House of Lords.
Nach dem Besuch des Eastbourne College studierte Lloyd George Geschichte am St Catharine’s College der University of Cambridge und schloss dieses Studium 1949 mit einem Bachelor of Arts (B.A.) ab. Darüber hinaus leistete er Militärdienst bei den Royal Welch Fusiliers und stieg dort in den Rang eines Captain befördert. Danach arbeitete er von 1951 bis 1954 als Verlagsassistent bei Herbert Jenkins Ltd sowie anschließend bis 1957 als Mitarbeiter der Werbeabteilung von Associated Newspapers. Im Anschluss folgte von 1957 bis 1974 eine Beschäftigung als Leitender Werbemanager bei UDC Finance, ehe er zwischen 1974 und 1987 Berater für Öffentlichkeitsarbeit des Vorstandsvorsitzenden der Privatbank Kleinwort Benson war. Daneben war er zwischen 1971 und 1997 Friedensrichter (Justice of Peace) in der Grafschaft Hampshire.

### Mitglied des Oberhauses
Als sein älterer Bruder David Lloyd George, 2. Viscount Tenby, 1983 ohne Nachkommen starb, erbte er dessen Adelstitel als Viscount Tenby und den damals damit verbundenen Sitz im House of Lords. Als mit dem Inkrafttreten des House of Lords Act 1999 die erblichen Sitze im House of Lords abgeschafft wurden, gehörte er zu den Oberhausmitgliedern, die aus dem Kreise der erblichen Peers, die als deren Vertreter zu Mitgliedern des Oberhauses gewählt wurden. Im Oberhaus gehörte er der parteilosen Fraktion der Crossbencher an.
Viscount Tenby, der zwischen 1985 und 1994 Mitglied des Polizeirates der Grafschaft Hampshire war, engagierte sich in einigen weiteren Organisationen wie zum Beispiel als Schiedsmann der britischen Akupunkturvereinigung, als Präsident des Reitvereins für Menschen mit Behinderungen (Riding for the Disabled) in Hants und Rushmoor sowie als Vorsitzender der Trustees von Byways. Des Weiteren war er von 1985 bis 1993 Berater von Williams Lea, einem Unternehmen im Bereich Business Process Outsourcing sowie zwischen 1985 und 2001 Präsident der Campaign to Protect Rural England (CPRE).
Am 1. Mai 2015 trat er gemäß den Regelungen des House of Lords Reform Act 2014 freiwillig in den Ruhestand und schied aus dem House of Lords aus.